# Адама Бойро
Адама Бойро Бойро (ісп. Adama Boiro Boiro; нар. 22 червня 2002, Дакар) — іспанський футболіст, захисник клубу «Атлетік» (Більбао).

## Клубна кар'єра
Виступав за юнацькі команди «Сан-Хорхе» і «Ардой», після чого приєднався до академії «Осасуни». 11 вересня 2021 року дебютував у складі резервної команди клубу в матчі Сегунди Федерасьйон проти «Ларедо». 23 січня 2022 року в поєдинку проти «Тропесона» забив свій перший гол у кар'єрі.
24 січня 2024 року підписав п'ятирічний контракт з клубом «Атлетік» (Більбао), після чого був переведений до резервної команди. Сума трансферу становила 2 млн євро. 28 січня 2024 року в матчі Сегунди Федерасьйон дебютував за «Більбао Атлетік» проти «Барбастро». 13 квітня 2024 року в поєдинку проти «Нахари» забив свій перший гол за клуб.
Влітку 2024 року включений в заявку основної команди на сезон. 28 серпня 2024 року дебютував в основному складі «Атлетіка» в матчі Ла-Ліги проти «Валенсії». 28 листопада 2024 року в поєдинку Ліги Європи УЄФА проти шведського «Ельфсборга» забив свій перший гол за «Атлетік».

## Особисте життя
Народився у Дакарі (Сенегал), а у віці 4 років його родина переїхала в Іспанію.

## Статистика виступів
Станом на 4 травня 2025 
| Клуб              | Сезон             | Чемпіонат           | Чемпіонат | Чемпіонат | Кубок | Кубок | Єврокубки | Єврокубки | Інші  | Інші | Всього | Всього |
| Клуб              | Сезон             | Дивізіон            | Матчі     | Голи      | Матчі | Голи  | Матчі     | Голи      | Матчі | Голи | Матчі  | Голи   |
| ----------------- | ----------------- | ------------------- | --------- | --------- | ----- | ----- | --------- | --------- | ----- | ---- | ------ | ------ |
| Осасуна Б         | 2021–22           | Сегунда Федерасьйон | 24        | 1         | —     | —     | —         | —         | —     | —    | 24     | 1      |
| Осасуна Б         | 2022–23           | Прімера Федерасьйон | 24        | 0         | —     | —     | —         | —         | —     | —    | 24     | 0      |
| Осасуна Б         | 2023–24           | Прімера Федерасьйон | 19        | 0         | —     | —     | —         | —         | —     | —    | 19     | 0      |
| Осасуна Б         | Всього            | Всього              | 67        | 1         | 0     | 0     | 0         | 0         | 0     | 0    | 67     | 1      |
| Більбао Атлетік   | 2023–24           | Сегунда Федерасьйон | 13        | 1         | —     | —     | —         | —         | —     | —    | 13     | 1      |
| Атлетік (Більбао) | 2024–25           | Ла-Ліга             | 16        | 0         | 1     | 0     | 1         | 1         | 0     | 0    | 18     | 1      |
| Всього за кар'єру | Всього за кар'єру | Всього за кар'єру   | 96        | 2         | 1     | 0     | 1         | 1         | 0     | 0    | 98     | 3      |

1. ↑  Матчі в Лізі Європи УЄФА